# Grainville-Ymauville
Grainville-Ymauville és un municipi francès situat al departament del Sena Marítim i a la regió de Normandia. L'any 2007 tenia 404 habitants.

## Demografia

### Població
El 2007 la població de fet de Grainville-Ymauville era de 404 persones. Hi havia 138 famílies de les quals 20 eren unipersonals (16 homes vivint sols i 4 dones vivint soles), 43 parelles sense fills, 67 parelles amb fills i 8 famílies monoparentals amb fills.
La població ha evolucionat segons el següent gràfic:
Habitants censats

### Habitatges
El 2007 hi havia 159 habitatges, 145 eren l'habitatge principal de la família, 6 eren segones residències i 9 estaven desocupats. Tots els 159 habitatges eren cases. Dels 145 habitatges principals, 130 estaven ocupats pels seus propietaris, 13 estaven llogats i ocupats pels llogaters i 2 estaven cedits a títol gratuït; 3 tenien dues cambres, 13 en tenien tres, 42 en tenien quatre i 87 en tenien cinc o més. 108 habitatges disposaven pel capbaix d'una plaça de pàrquing. A 52 habitatges hi havia un automòbil i a 92 n'hi havia dos o més.

### Piràmide de població
La piràmide de població per edats i sexe el 2009 era:
| Homes | Edats   | Dones |
| ----- | ------- | ----- |
| 0     | 95 o +  | 0     |
| 0     | 90 a 94 | 4     |
| 0     | 85 a 89 | 0     |
| 4     | 80 a 84 | 0     |
| 4     | 75 a 79 | 8     |
| 0     | 70 a 74 | 8     |
| 12    | 65 a 69 | 8     |
| 8     | 60 a 64 | 8     |
| 16    | 55 a 59 | 8     |
| 4     | 50 a 54 | 16    |
| 24    | 45 a 49 | 24    |
| 12    | 40 a 44 | 16    |
| 8     | 35 a 39 | 16    |
| 16    | 30 a 34 | 12    |
| 8     | 25 a 29 | 12    |
| 8     | 20 a 24 | 8     |
| 36    | 15 a 19 | 12    |
| 12    | 10 a 14 | 24    |
| 12    | 5 a 9   | 12    |
| 24    | 0 a 4   | 16    |

## Economia
El 2007 la població en edat de treballar era de 276 persones, 196 eren actives i 80 eren inactives. De les 196 persones actives 186 estaven ocupades (103 homes i 83 dones) i 10 estaven aturades (4 homes i 6 dones). De les 80 persones inactives 27 estaven jubilades, 26 estaven estudiant i 27 estaven classificades com a «altres inactius».

### Ingressos
El 2009 a Grainville-Ymauville hi havia 151 unitats fiscals que integraven 422 persones, la mediana anual d'ingressos fiscals per persona era de 18.714 €.

### Activitats econòmiques
Dels 10 establiments que hi havia el 2007, 1 era d'una empresa de fabricació d'altres productes industrials, 4 d'empreses de construcció, 1 d'una empresa de comerç i reparació d'automòbils, 1 d'una empresa de transport, 1 d'una empresa immobiliària, 1 d'una empresa de serveis i 1 d'una entitat de l'administració pública.
Dels 4 establiments de servei als particulars que hi havia el 2009, 1 era un paleta, 1 fusteria i 2 lampisteries.
L'any 2000 a Grainville-Ymauville hi havia 12 explotacions agrícoles que ocupaven un total de 488 hectàrees.

## Equipaments sanitaris i escolars
El 2009 hi havia una escola elemental integrada dins d'un grup escolar amb les comunes properes formant una escola dispersa.

## Poblacions més properes
El següent diagrama mostra les poblacions més properes.